# Organizacja kościoła baptystycznego
Organizacja Kościołów Baptystycznych – Kościoły baptystyczne zorganizowane są na sposób kongregacjonalny.
Oznacza to, że każdy lokalny Kościół jest podstawową i w pełni autonomiczną jednostką. Zbory łączą się w większe związki zwane uniami bądź konwencjami – na poziomie regionalnym oraz krajowym. 
Unie baptystyczne w związku z kongregacjonalnym ustrojem mają ograniczone uprawnienia, ich głównym celem jest koordynacja działań zborów oraz prowadzenie działalności wykraczającej poza możliwości pojedynczych zborów jak na przykład prowadzenie różnego rodzaju agend czy seminariów teologicznych.
Zbór jest jednostką demokratyczną. Jego działalnością kierują duchowni wraz z radą zboru, która natomiast wyłaniana jest przez konferencję zboru w ramach której prawo głosu przysługuje każdemu pełnoprawnemu członkowi zboru. Do uprawnień zboru należy także powoływanie i odwoływanie duchownych – pastorów i diakonów. Pastorzy wybierani mogą być spośród kandydatów zatwierdzonych przez daną unię, spełniających zwykle określone kryteria na przykład ukończenie seminarium. 
Tradycyjnie w Kościołach baptystycznych wyróżnia się dwa urzędy duchowne; pastorów i diakonów.
Pastor to ordynowany duchowny, uprawniony do pełnienia wszystkich funkcji w Kościele. Pastor może pełnić funkcję pastora głównego lub pomocniczego. Pastor winien spełniać określone kryteria jak ukończenie odpowiedniej szkoły czy odbycie stażu jako wikariusz. Pastorami są głównie mężczyźni, choć istnieją unie w których funkcję tę pełnią także kobiety.
Diakon to urząd pomocniczy, jego wspomaganie pastora w zadaniach do których nie jest koniecznie potrzebny. Diakoni wybierani są zazwyczaj spośród członków lokalnego zboru. W przypadku funkcji diakona nie ma znaczenia płeć.